# Овчинников, Владимир Александрович (генерал)
Владимир Александрович Овчинников (род. 1971) — сотрудник российских органов государственной безопасности, генерал-майор.

## Биография
Владимир Александрович Овчинников родился в 1971 году в городе Биробиджане Еврейской автономной области. Окончил Иркутское высшее военное авиационное инженерное училище, а позднее — Хабаровский пограничный институт Федеральной службы безопасности Российской Федерации.
С 1997 года — на службе в органах Федеральной службы безопасности Российской Федерации, служил на различных должностях в ряде территориальных управлений ФСБ, пройдя путь до поста первого заместителя начальника Управления Федеральной службы безопасности Российской Федерации по Самарской области.
23 мая 2019 года Овчинников был назначен на должность начальника Управления Федеральной службы безопасности Российской Федерации по Липецкой области.
В 2020 году Овчинникову было присвоено очередное звание генерал-майора.
28 июля 2022 года Овчинников был назначен на должность начальника Управления Федеральной службы безопасности Российской Федерации по Тюменской области.